# Capela de São Mamede (Janas)
A Capela de São Mamede de Janas é uma capela do século XVI localizada na localidade de Janas, Município de Sintra, distrito de Lisboa.

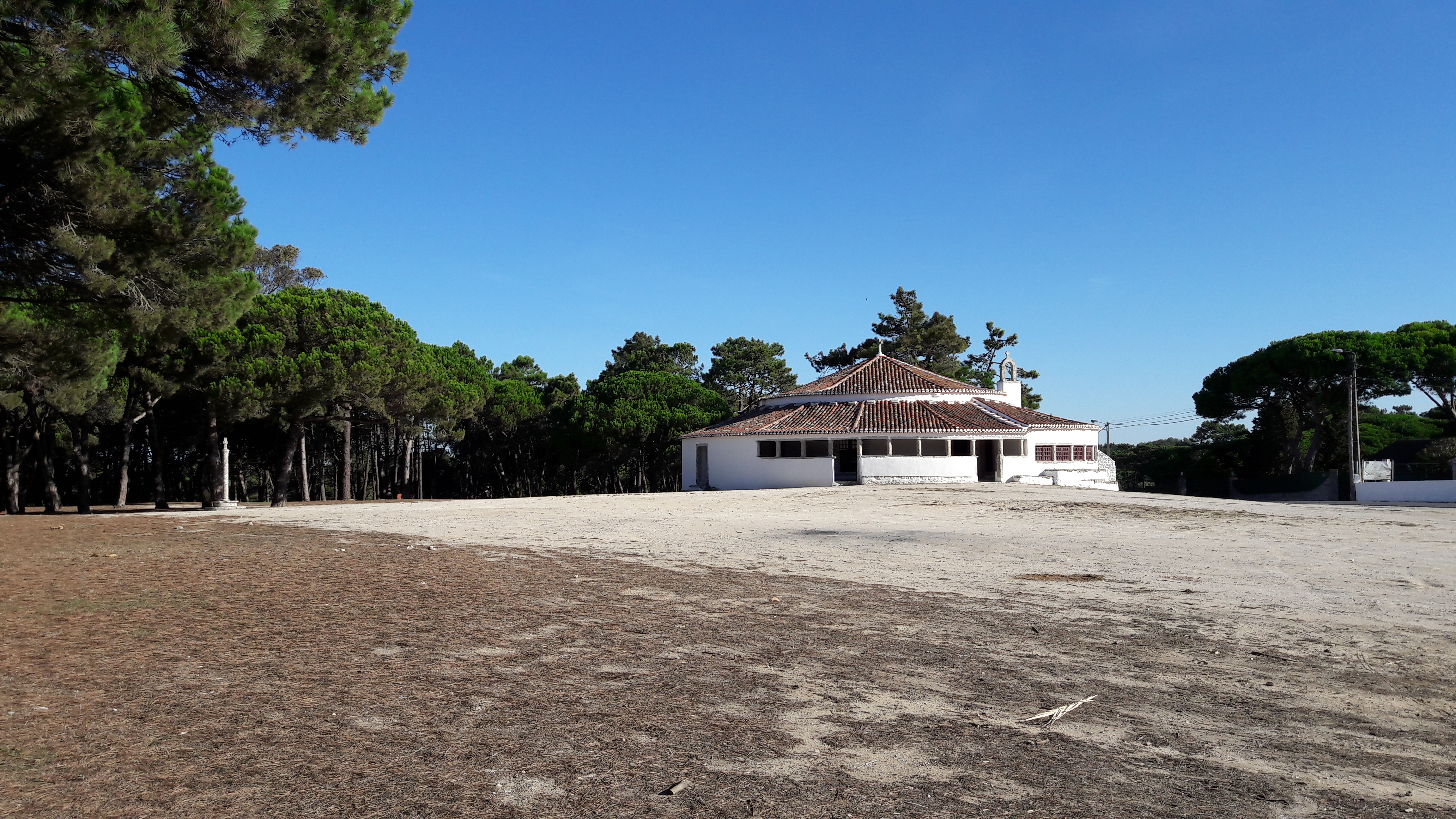
Capela de São Mamede de Janas, Sintra, Portugal

Está classificada como Monumento de Interesse Público desde 2014 (ZEP - Portaria n.º 401/2014, DR, 2.ª série, n.º 104, de 30-05-2014).

## Localização
Ergue-se sobre um cômoro de areia, a um quilómetro de Janas, encravada entre dois cenários antagónicos mas grandiosos: a serra de Sintra e o mar. 

## Edifício
É redonda, caiada como um pombal, acompanhada, a sul, de uma alpendrada (grande alpendre). 

## Festas
Todos os anos, em Agosto, celebra-se a Bênção do Gado nas Festas de São Mamede. Nesta benção existe a tradição das fitas coloridas abençoadas protectoras, usadas pelos donos dos animais ao pescoço. Atualmente são abençoados cavalos, vacas, galinhas ou coelhos.